# Siège de Kunduz
Pour les articles homonymes, voir bataille de Kunduz.
 (juillet 2009).
Si vous disposez d'ouvrages ou d'articles de référence ou si vous connaissez des sites web de qualité traitant du thème abordé ici, merci de compléter l'article en donnant les références utiles à sa vérifiabilité et en les liant à la section « Notes et références ».
Guerre d'Afghanistan
Le siège de Kunduz ou combats de la poche de Kunduz est une bataille de la campagne afghane de 2001. Elle a duré du 11 au 23 novembre et se termine par une victoire des Américains et de l'Alliance du Nord. Les Talibans subissent des pertes très lourdes et la bataille marque un net affaiblissement des Taliban dans le nord du pays. Ils n'y lanceront plus d'opérations importantes dans la région avant les opérations de 2006-2007.

## Contexte
Après la prise de Mazar-e-Charif (9 novembre 2001), de nombreux combattants talibans se sont repliés vers le nord et l'est. Ce repli, qui ouvre le sud à l'Alliance du Nord, provoque une retraite générale des Taliban vers le sud et l'encerclement de ceux restés au nord. Ceux-ci sont obligés de se replier en direction de Kunduz, leur dernier point d'appui dans la région après la prise de Taloqan par le général Mohammed Daud Daud le 11 novembre.

## Bataille
Le 11 novembre 2001, les forces du général Daud arrivent près de Kunduz où elles se heurtent à une forte résistance. Le général Daud ordonne alors à ses hommes de se retrancher tandis que les Américains bombardent les positions talibanes avec leur aviation. En 11 jours, les Américains prétendent avoir détruit 44 complexes fortifiés, 11 chars et 51 trucks.
Dans la ville, la résistance perdure, malgré les bombardements, car les combattants "étrangers" craignent d'être exécutés par l'Alliance du Nord. Cependant, le 22 novembre, les forces de Daud enregistrent des progrès certains sur le terrain avec la prise de la ville de Khanabad. La reddition de la ville intervient le lendemain.

## Pertes
Les pertes de l'Alliance du Nord sont inconnues et 12 Américains sont morts pendant la bataille. Les pertes talibanes liées à la bataille sont de 2 000 tués ou blessés, de nombreuses défections et passages de soldats à l'Alliance du Nord et plus de 8 000 prisonniers. Cependant, le nombre de prisonniers est si élevé qu'ils ne peuvent être accueillis correctement. Beaucoup en mourront (asphyxie voire exécutions sommaires) lors de leur transfert de Kalai Zeini à Dasht-e Leili via Sheberghan effectués dans des conditions terribles, entassés à 200 dans des conteneurs par environ 30 °C. Les mauvais traitements infligés par les hommes de l'Alliance du Nord ou lors des interrogatoires américains sont aussi responsables de certaines morts ou disparitions. Finalement, il est estimé que près de 3 000 corps sont enterrés autour de Dasht-e Leili.